# TM4SF19
TM4SF19 (англ. Transmembrane 4 L six family member 19) – білок, який кодується однойменним геном, розташованим у людей на 3-й хромосомі. Довжина поліпептидного ланцюга білка становить 209 амінокислот, а молекулярна маса — 22 433.
| 10         |  | 20         |  | 30         |  | 40         |  | 50         |
| ---------- |  | ---------- |  | ---------- |  | ---------- |  | ---------- |
| MVSSPCTQAS |  | SRTCSRILGL |  | SLGTAALFAA |  | GANVALLLPN |  | WDVTYLLRGL |
| LGRHAMLGTG |  | LWGGGLMVLT |  | AAILISLMGW |  | RYGCFSKSGL |  | CRSVLTALLS |
| GGLALLGALI |  | CFVTSGVALK |  | DGPFCMFDVS |  | SFNQTQAWKY |  | GYPFKDLHSR |
| NYLYDRSLWN |  | SVCLEPSAAV |  | VWHVSLFSAL |  | LCISLLQLLL |  | VVVHVINSLL |
| GLFCSLCEK  |  |            |  |            |  |            |  |            |

A: Аланін

C: Цистеїн

D: Аспарагінова кислота

E: Глутамінова кислота

F: Фенілаланін

G: Гліцин

H: Гістидин

I: Ізолейцин

K: Лізин

L: Лейцин

M: Метіонін

N: Аспарагін

P: Пролін

Q: Глутамін

R: Аргінін

S: Серин

T: Треонін

V: Валін

W: Триптофан

Задіяний у такому біологічному процесі, як альтернативний сплайсинг. 
Локалізований у мембрані.